# 金田正峯
金田 正峯（かねだ まさみね、正徳元年（1711年） - ?）は、江戸時代中期の江戸幕府旗本。桓武平氏千葉氏分家の金田氏分家。父は金田正澄で、正峯は次男にあたる。母は保田宗郷（内膳正）の娘。兄は金田正甫。妻は八木茂時の娘、金田正朝の娘、織田宣居の娘。実子は1男3女で、長女は土岐頼寛の妻。養子は出羽国米沢藩の支藩米沢新田藩の藩主上杉勝周の次男、金田正矩。養女は妹で、金田正祥の妻。石高は500石。通称は幸次郎。官位は能登守。

## 経歴
享保元年（1716年）に分家し、美濃国加茂郡と各務郡に500石を与えられる。小普請組支配や江戸城西ノ丸書院番を勤める。
実子の正於（弥惣八）は病弱のために、米沢新田藩より婿養子を迎える。明和元年（1764年）には本丸書院組四番組番頭となる。安永9年2月6日（1780年3月11日）に隠居。